# 시도니아의 기사 : 사랑을 잣는 별
《시도니아의 기사 : 사랑을 잣는 별》(일본어: シドニアの記事:愛を紡ぐ星)은 2021년 6월 4일에 개봉된 일본의 애니메이션 영화이다.

## 출연

### 주연
- 오오사카 료타 : 타니카제 나가테 역
- 스자키 아야 : 시라우이 츠무기 역

### 조연
- 토요사키 아키 : 시나토세 이자나 역
- 카네모토 히사코 : 미도리카와 유하타 역
- 사쿠라이 타카히로 : 쿠나토 노리오 역
- 사쿠라 아야네 : 쿠나토 모즈쿠 역
- 키타무라 에리 : 호노카 자매 역
- 오오하라 사야카 : 코바야시 함장 역
- 츠보이 토모히로 : 세이이 이치로 역
- 코야스 타케히토 : 오치아이 역
- 아라이 사토미 : 히야마 라라아 역
- 타나카 아츠코 : 사마리 잇탄 역
- 혼다 타카코 : 사사키 역
- 토리우미 코스케 : 츠루우치 코이치 역
- 사카 오사무 : 탄바 신스케 역
- 사토 리나 : 타히로 누미 역
- 노토 마미코 : 시나토세 유레 역
- 우치다 유우마 : 야마노 토타로 역
- 우에무라 유토 : 카이리 역
- 미나세 이노리 : 하시네 이로하 역
- 오카사키 미호 : 한마 이츠키 역

## 기타
- 한국에서는 Laftel, 네이버 시리즈온 등에서 서비스한다.